# Cristian Ansaldi
Cristian Daniel Ansaldi, född 20 september 1986, är en argentinsk fotbollsspelare som spelar för italienska Parma.

## Karriär
Den 30 juli 2016 värvades Ansaldi av Inter från Genoa, medan Diego Laxalt gick i motsatt riktning. Den 31 augusti 2017 lånades Ansaldi ut till Torino. Låneavtalet var på två år och därefter hade Torino en skyldighet att värva honom.
Den 22 augusti 2022 värvades Ansaldi av italienska Serie B-klubben Parma.